# 臺中市立新社高級中學

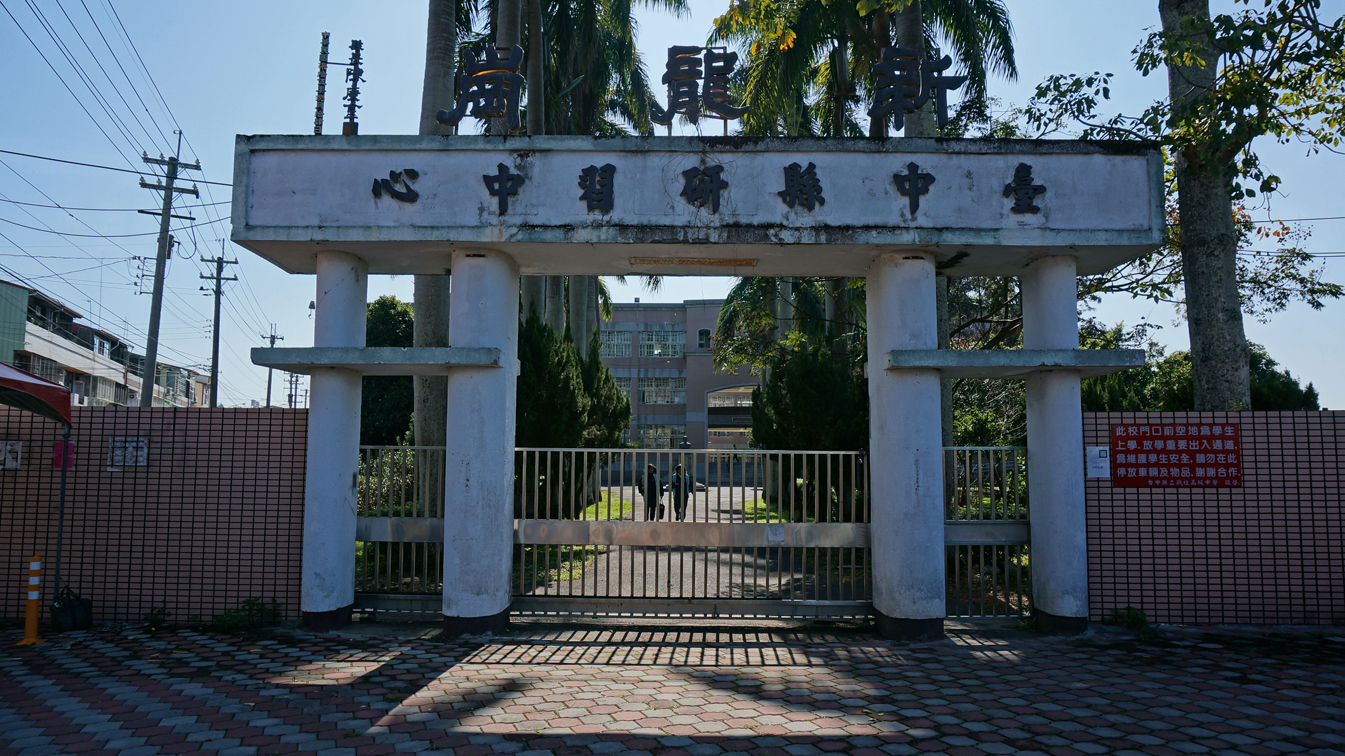
新社高中側門

臺中市立新社高級中學（簡稱新社高中、新中）是臺灣臺中市新社區的普通型高級中等學校附設職業類科，位於海拔500公尺的新社河階群上。前身是1925年成立的「新社公學校附設農業補習學校」，是目前11所市轄完全中學之一，亦是目前唯一設有技術類科與普通群科的市立完全中學。

## 歷史
- 1925年3月26日「新社公學校附設農業補習學校」成立。
- 1929年4月18日獨立設校，校名「東勢街二庄組合立東勢農林國民學校」。
- 1930年5月9日，發生山岡老師殉職事件。
- 1934年改制為「台中州立東勢農林國民學校」。
- 1945年再更名為「台中州立實踐農業學校大地館」，為台灣最早成立三所農校之一。二戰後改名為「臺中縣立新社初級農業職業學校」。
- 1959年9月成立「高農部」。
- 1961年9月更名為「臺中縣立新社農業學校」。
- 1962年8月22日農校北側成立「東勢初中新社分部籌備處」。
- 1964年，東勢初中新社分部獨立設校，校名為「臺中縣立新社初級中學」。
- 1968年台灣實施九年國民義務教育，新社農校改制為「臺中縣立新綜國民中學」；新社初中改為「臺中縣立新社國民中學」。
- 1979年8月1日新綜與新社國中合併，校名為「臺中縣立新社國民中學」。
- 1994年試辦三年制技藝學校。
- 1998年改制為完全中學，校名改為「臺中縣立新社中學」。
- 2000年改名為「臺中縣立新社高級中學」。增設綜合高中學制。
- 2010年12月25日因臺中縣市合併升格改制，改制為「臺中市立新社高級中學」。
- 2012年8月1日，高中部由綜合高中學制改為高中附設高職學制，分科為普通科及高職商業經營科和資料處理科[1]。
- 2014年7月31日，結束高中部綜合高中學制。
- 2016年8月，曾經裁撤的農業類科重新設置，設立農場經營科與園藝科，為第一所增設技術類科的市立技術型完全中學。

## 歷任校長
日治時期
- 佐藤司：1925－1929年（日籍，新社公學校校長兼任）
- 三井康臣：1929年－1945年（日籍，首任）

新綜國中歷任校長
- 劉福才：1945年（新社農校）
- 楊順財：1952年－1978年（新社農校，新綜國中）
- 吳勝國：

新社國中歷任校長
- 張樹潭：1964年
- 廖俊一：
- 郭璧珪：1979年8月1日－1986年8月1日（併校後首任）
- 詹德宏：1986年8月1日－1994年9月1日

新社高中
- 張烈鐘：1994年9月1日－2002年1月（完全中學首任）
- 薛維煌：2002年2月－2007年1月
- 張烈鐘：2007年2月－2011年7月31日[2]
- 朱健良：2011年8月1日－2017年7月
- 歐靜瑜：2017年8月1日－2023年7月
- 林怡君：2023年8月1日－現任

## 校園設施
- 北門（側門）：通往新社國小、新社夜市、新社區衛生所（興社街三段）。門外公車站牌為「土城」，停靠路線為264、271、275、277。
  - 北辰樓：設有高中部、農具倉庫；地下室為防空避難所，平時為課桌椅倉庫。
  - 靜思樓：設有高職部、教務處、印刷室、實習處、教科書倉庫（平時閒置中）。
  - 國教輔導中心：設有福利社、小禮堂、學生社團辦公室。
- 鐵橋門：通往停車場和資源回收區（興安路）。
- 中央門（斜坡門）：目前已廢棄。
- 西門（正門）：通往臺中市消防局第二大隊新社分隊及台電新社服務所（興安路）。設有太陽能發電示範機組（已損毀）、水車（已損毀）、守衛室（上放學時間以外均得停車受檢）。門外公車站牌為「新社高中」，停靠路線為91、265、270、272、276、278、279。
  - 弘揚樓：設有國中部、校長室、秘書室、人事室、總務處、學務處、校史室、鐘塔（目前閒置中，為校內最高建築）。
  - 勤學樓：設有國中部、實驗室、資源班、音樂教室、美術教室。
  - 活動中心：內有大禮堂、風雨棚、掃具倉庫、羽球場（四個）、桌球組（七組）。
  - 新龍崗露營區：位於校園東側的露營用地，需聲請才可對外開放。可由前方斜坡直達國中部；經後方大階梯直達高中部及國教輔導中心。內設有忠孝、信義、仁愛、和平四座營區、體育班宿舍及盥洗室。
  - 中央廚房：附設教師餐廳及素食區。
  - 圖書暨資訊大樓：設有自習室、圖書室、小禮堂（平時閒置中）。
- 泳池小門：通往游泳池，平時封閉，夏季有游泳課時才會開啟。
  - 游泳池：暑假期間游泳課的使用場地，夏、秋二季對校外開放。
- 西南門（工程門）：為重型機具進出校園的門，平時閒置中（興安路）。門外公車站牌為「擺頭店」，停靠路線為91、265、270、272、276、278、279。
  - 旋思樓：設有重量訓練室及體育班宿舍。
  - 操場：設有司令台、觀眾席（五階、四個）、PU跑道（八道，400米）、籃球場（六個）、木球場（五個）、拔河場（三個，平時閒置中）、排球場（二個）、鉛球場（二個，平時閒置中）、足球場（一個）、棒球場（一個）、單槓場（一組三段）、標槍場（一個，目前閒置中）。
- 南門（後門）：通往新社區公所、新社區戶政事務所、市立新社幼兒園、臺中市警察局東勢分局新社分駐所及陸軍第十軍團指揮部（興社街二段）。
- 實驗林場：位於新社區崑山地區（目前閒置中）。

## 班級概況

### 高中部
- 普通科：12班
- 體育班：4班（田徑、拔河、木球、舉重、棒球僅招男生）
- 商業經營科：3班
- 資料處理科：3班
- 農場經營科：3班
- 園藝科：3班

### 國中部
設有資源班1班，學區為新社區全區（除福興里及中和里龍安地區）。

## 姊妹學校
- 日本愛媛縣立伊予農業高等學校

## 知名校友
演藝界
- 尹彥凱:演員 代表作品:女兵日記

## 外部連結
- 臺中市立新社高級中學 （页面存档备份，存于）
- 臺中市新社高中青棒隊 （页面存档备份，存于）